# Museu Paranaense de Ciências Forenses
O Museu Paranaense de Ciências Forenses, também conhecido como Museu do Instituto Médico Legal, é um museu da Polícia Científica do Paraná localizado em Curitiba, Paraná. Ele foi  originalmente aberto em 1910, quando era conhecido como Museu do Crime. O Museu Tarumã está localizado na sede do IML do Paraná, na Rua Paulo Turkiewicz, 150, no bairro Tarumã.

## História
O Museu do Crime foi aberto em 27 de julho de 1910 pelo Decreto n° 428, artigo 9°. Nos anos 2000, o museu passou por uma reforma. Em 2018 foi inaugurada a sala de exposições Tarumã e em 2022 o Antigo Necrotério, aberto em 1975 e desativado em 2018, foi reformulado e aberto ao público. Em 11 de março do mesmo ano, o local foi renomeado para Museu Paraense de Ciências Forenses pelo Decreto n° 10497/2022. Em 2023, foi inaugurado o Museu Móvel.

## Exposições
Originalmente, o museu só permitia visitações para estudantes via agendamento, porém a partir de 25 de julho de 2022, passou a abrir para visitações uma vez ao mês. Em 15 de dezembro, foi inaugurado a visitação via inscrição ao público geral no Antigo IML. As visitas são noturnas, acontecendo na última quinta-feira do mês, ocorrendo às 9h às 16h no Museu Tarumã e 19h e 19h30 no Antigo IML via inscrição.
O museu recebe cerca de mil visitas por mês, principalmente estudantes das áreas de Medicina, Odontologia, Direito, Enfermagem e Farmácia. Seu acervo reune objetos usados em crimes, instrumentos e equipamentos usados em perícias, livros, documentos, arquivos fotográficos e centenas de ossos e outras peças anatômicas, como caveiras e cadáveres munificados. Uma de suas peças mais infames é o corpo mumificado de Paraibinha, serial killer ativo em Curitiba nos anos 70.
- Museu Tarumã: Acervo com objetos e documentos usados no início da Polícia Científica do Paraná;[11]
- Antigo Necrotério: Antigo local de trabalho do IML, contando com a organização original do local, acervo histórico, amostra de cadáveres, etc.;[12]
- Museu Móvel: Ferramenta de divulgação científica sobre criminologia.[5]